# Phippsia
Phippsia és un gènere de plantes de la família de les poàcies, ordre de les poals, subclasse de les commelínides, classe de les liliòpsides, divisió dels magnoliofitins.

## Taxonomia
- Phippsia agrostoidea
- Phippsia airoides
- Phippsia algida
- Phippsia algidiformis
- Phippsia andersonii
- P. werdermannii Pilg.